# Flosshilda translucida
Flosshilda translucida är en insektsart som beskrevs av Victor Lallemand 1922. Flosshilda translucida ingår i släktet Flosshilda och familjen spottstritar. Inga underarter finns listade i Catalogue of Life.